# Goldmans dilemma
Goldmans dilemma kallas frågan, riktad till elitidrottare, om de skulle välja att ta en drog som resulterade i oövervinnlighet i sin sport, men med nackdelen att de skulle dö efter fem år. 
Frågan ställdes av doktor Robert Goldman i början 1980-talet och ungefär hälften av idrottarna svarade att de skulle ta drogen. Resultatet presenterades av Goldman i boken Death in the Locker Room. Goldman fortsatte med enkäterna vartannat år fram till 1995 med liknande utfall. 
Senare forskning (2009), av James Conner, har dock visat att andelen som då hade valt drogen var betydligt lägre.